# Sniff 'n' the Tears

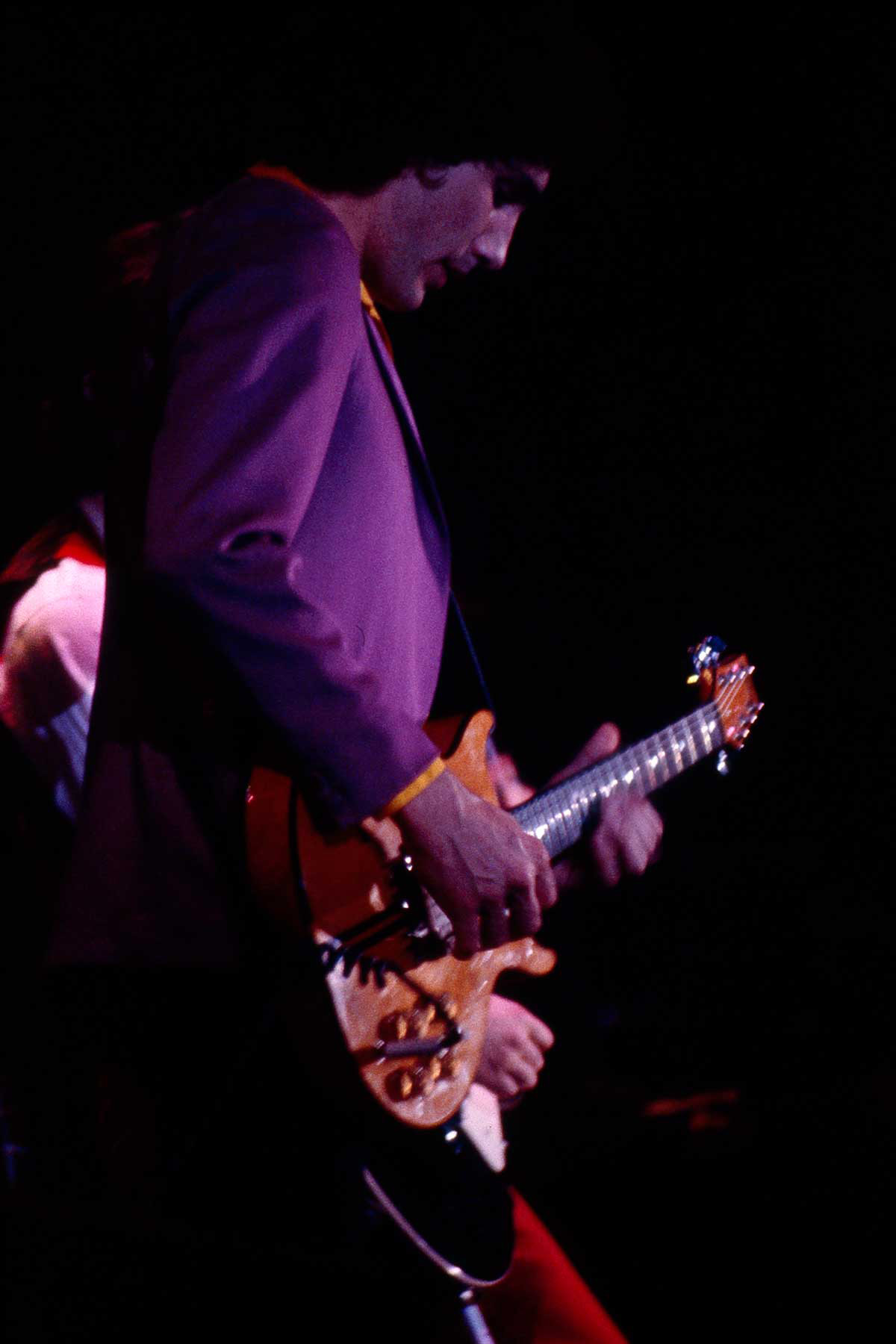
Mick Dyche en concert en 1979 avec le groupe

Sniff 'n' the Tears est un groupe anglais formé en 1977 à Londres qui a notamment connu le succès en 1978 grâce à son tube Driver's Seat (en), issu de l'album Fickle Heart. Ce titre est par ailleurs repris dans la bande originale du film Boogie Nights en 1997.
Après quatre albums enregistrés avec le groupe entre 1978 et 1982, Paul Roberts, chanteur et auteur des chansons, se lance dans une carrière solo et sort deux disques, City without walls (1985) et Kettle drum blues (1987), puis reprend la route avec le groupe pour No Damage Done (1992) et Underground (2000).

## Membres du groupe
- Paul Roberts (chant, guitare, peintre (pochettes de disque, 1981-aujourd'hui)
- Loz Netto (guitare, 1977-81)
- Mick Dyche (en) (guitare, 1977-81)
- Luigi Salvoni (batterie, percussion, 1977-80)
- Keith Miller (synthétiseur, string machine, 1977-82)
- Nick South (basse, 1977-82)
- Jamie Lane (batterie, chant, 1981-82)
- Clem Clempson (guitare, 1981-82)
- Les Davidson (guitares, chant, 1981-aujourd'hui)
- Rick Fenn (guitares, chant, 1981-82)
- Jeremy Meek (basse, 1987)
- Steve Jackson (batterie, 1987)
- Andy Giddings (claviers, 1987)
- Robin Langridge (claviers, 2001)
- Dean Ross (claviers, 2001)
- Robert Webb (trompette, 2001)
- Ali Kennen (chant, 2001)
- Noel McCalla (chœurs, 1978-1980)

## Discographie
- Fickle Heart (1978)
- The Game's Up (1980)
- Love / Action (1981)
- Ride Blue Divide (1982)
- No Damage Done (1992)
- Underground (2000)